# Erik Albrekt von Lantingshausen
Erik Albrekt von Lantingshausen, född 25 augusti 1781 i Stockholm, död 18 maj 1856 i Stockholm, var en svensk militär.

## Biografi
Erik Albrekt von Lantingshausen föddes 1781 i Stockholm. Han var son till greve Albrekt von Lantingshausen och hovfröken Johanna von Stockenström. von Lantingshausen blev 12 april 1786 fänrik vid Södermanlands regemente och transporterades 13 januari 1799 till Svea livgarde. Han blev 26 november 1800 adjutant vid Svea livgarde och blev 1800 greve, tillsammans med fadern. von Lantingshausen blev 20 oktober 1804 löjtnant, 12 juni 1809 kapten, med avsked 21 november samma år. Han utnämndes 4 juli 1836 till riddare av Svärdsorden och 28 januari 1854 till riddare av Carl XIII:s orden. von Lantingshausen avled 1856 i Stockholm och jordfästningen ägde rum i Klara kyrka, där vapnet krossades av kabinettskammarherren Bruncrona. Han begravdes i familjegraven i Västra Ryds kyrka och slöt därmed ätten på svärdssidan.

### Egendom
von Lantingshausen ägde Sundbyvik, Österby herrgård i Tumbo socken, Tibble och Granhammars slott.